# Sexo ocasional
Sexo ocasional, sexo casual o sexo esporádico hace referencia a la práctica de sexo entre personas cuyo vínculo puede englobar desde un encuentro de una noche hasta una relación romántica. Este amplio espectro hace referencia a diversas relaciones interpersonales que están siendo objeto de estudio sociológico en los últimos años.
Esta definición engloba relaciones heterosexuales y homosexuales, y pueden ser practicadas entre personas de diversas orientaciones sexuales y géneros. Tienen en común que, en principio, no se trata de relaciones continuadas en el tiempo y que están motivadas por la búsqueda del placer sexual.
A finales del siglo XX, se ha producido en distintas regiones un equilibrio social entre hombres y mujeres[cita requerida]; dicho acto, apoyado por el crecimiento y establecimiento de las nuevas tecnologías en la sociedad, ha posibilitado la aparición de páginas web que ofrecen la posibilidad de encontrar personas que busquen sexo ocasional o una relación de una noche.

## Historia y evolución
Los orígenes del sexo ocasional están vinculados directamente a la historia de la sexualidad humana.
Con la llegada de la Edad Media y la consagración de la religión como un fuerte estamento social, el sexo ocasional cambió de definición y pasó a considerarse un acto impuro. Esto no es óbice para que no fuera una práctica habitual; dicho acto, según fuera cometido por hombres o mujeres, suponía un castigo nimio o grave respectivamente.
Este halo de prohibición acompaña a su práctica hasta nuestros días. Durante los siglos XVII, XVIII y XIX, gracias a la influencia de las corrientes humanistas, el sexo ocasional no cambió su estatus de tabú. Sin embargo, dichos estudios sociales y filosóficos comienzan a analizar su influencia en los individuos desde el punto de vista de las relaciones sociales.
Ya en el siglo XX, autores como Sigmund Freud o Michel Foucault tratan el sexo ocasional en varios de sus tratados más importantes. Asimismo, en la década de los 60 se inicia en Europa y EE. UU. una revolución social donde se abandonan las antiguas diferencias sociales para buscar una sociedad donde el peso de las mujeres sea equitativo al de los hombres. Esto favorece a que las primeras adquieran mayor autonomía en cuestiones sexuales así como una asimilación positiva del sexo ocasional. Este hecho ha propiciado un buen caldo de cultivo para lo que actualmente se entiende como tal.

### Década de 1920
Con el auge de la propiedad de automóviles y el número de opciones de lugares para citas, como cines y salas de jazz, la participación de los padres en el proceso de cortejo comenzó a disminuir. Los encuentros casuales se convirtieron en una experiencia más común entre los adolescentes y los jóvenes adultos.
Las opiniones religiosas y moralistas de las décadas precedentes también provocaron protestas públicas en las comunidades y en la prensa, y un cuestionamiento de lo que se percibía como un cambio en las normas de moralidad entre las generaciones más jóvenes.
Algunos historiadores sugieren que la liberación sexual en la década de 1920 fue en gran medida el producto de cambios culturales y de la evolución de los roles de género. Cada vez más mujeres jóvenes querían acceder a la universidad y al mundo laboral; muchas dejaban atrás el hogar paterno y los malos matrimonios y buscaban la independencia. El automóvil era más un nuevo y cómodo medio para facilitar el acoplamiento que un fenómeno causal.
Además, los jóvenes adultos de la década de 1920 consideraban opresivos los códigos sexuales y morales de la época victoriana. Tras la Primera Guerra Mundial, la bohemia continuó influyendo en esta generación y fue adoptada por ella, y las liberadas flappers y vamps surgieron como estilos de vida en la cultura popular. En Estados Unidos, las "fiestas de magreo", en las que las caricias ("besuqueos" o juegos preliminares) eran la atracción principal, se convirtieron en parte del estilo de vida flapper.
La emergente industria cinematográfica, a través de la era Pre-Code Hollywood, fomentó la rebelión contra la moral de la era victoriana cuando las películas empezaron a mostrar a las mujeres dueñas de su sexualidad. El cine actual, a partir de la década de 1960, ha continuado esta tendencia.

### Revolución sexual
Durante la revolución sexual en Estados Unidos y Europa en las décadas de 1960 y 1970, las actitudes sociales hacia las cuestiones sexuales experimentaron cambios considerables. Se cree que la llegada de "la píldora" y otras formas de control de la natalidad, el movimiento Liberación de la mujer y la legalización del aborto en muchos países condujeron a una práctica más extendida del sexo ocasional. Esto también se debe, en parte, al rechazo de las generaciones más jóvenes a los ideales de noviazgo y matrimonio de sus padres y al auge de la cultura de la fiesta universitaria. En respuesta a esa insurgencia en la década de 1960, los profesionales sanitarios negaron a las mujeres solteras el acceso a las píldoras anticonceptivas.  Este tipo de rechazo se observa sistemáticamente en los estudios sobre la evolución de la moral y las creencias sexuales en Estados Unidos. Los mayores animan a las generaciones más jóvenes a mantener relaciones sexuales sólo dentro de los límites del matrimonio y con fines de procreación.

### Contemporáneo
En Estados Unidos, los encuentros sexuales esporádicos entre estudiantes universitarios son cada vez más frecuentes; casi el 70% de las personas de ese grupo de edad han mantenido relaciones sexuales ocasionales al menos una vez debido a sus nuevas identidades adultas y a la libertad para explorar sus sexualidades.
Los datos de 2007 a 2017 indican que se ha producido un descenso de las relaciones sexuales ocasionales entre adultos jóvenes. Un estudio de 2021 atribuyó el descenso a la reducción del consumo de alcohol, el aumento de los videojuegos y una mayor proporción de adultos jóvenes que viven con sus padres.

## Influencias sociales
A pesar de ser un acto arraigado en la historia de la Humanidad, existe cierta reticencia a hacer pública dicha intención. Los primeros estudios sobre sexualidad en general datan de inicios del siglo XX gracias al doctor alemán Iwan Bloch quien publicó la primera revista sobre sexología. Muchos se unieron a dicho movimiento, estableciendo así las bases para futuros estudios. Entre ellos, uno de los más importantes es el Informe Kinsey realizado en 1948. Allí, la mayoría de los encuestados aseguraron practicar regularmente el sexo esporádico; sin embargo, también afirmaron mantenerlo en secreto por el miedo a una repulsa social.
Estos resultados han sido el punto de partida de otros estudios donde se indaga sobre las razones que lleva a la sociedad a tratar el sexo ocasional como un tabú. Este estudio científico también apuntó que una de las razones que llevaba a los entrevistados a practicar el sexo ocasional era la sensación de excitación que provocaba en los usuarios el saber que era un acto socialmente inapropiado.
Estudios recientes al respecto se centran en lo que empuja a las personas a buscar sexo ocasional. Desde hace décadas, la tendencia a buscar un encuentro esporádico ha aumentado entre los jóvenes. Así concluye el informe realizado por el Dr. Justin Lehmiller de la Universidad de Colorado. Las motivaciones que llevan a buscar este tipo de relación son, entre otras, la satisfacción de un impulso sexual. Sin embargo, este mismo informe apunta que detrás de dicho instinto se esconde una necesidad de encontrar una estabilidad emocional combinado con el hecho de disfrutar de las relaciones sociales y sexuales.
Este fenómeno ha ido creciendo a lo largo de los años. Tanto es así que la industria cinematográfica ha utilizado este argumento para muchas de sus últimas superproducciones. Títulos como Sin compromiso, protagonizada por Natalie Portman y Ashton Kutcher o Con derecho a roce, interpretada por Justin Timberlake y Mila Kunis, cuentan con una relación sexual ocasional como eje de la trama.
El binomio necesidad biológica-rechazo social favorece el uso de las redes sociales en busca de una relación ocasional ya que proporciona al usuario la sensación de privacidad y confidencialidad necesaria para acallar ciertos prejuicios morales al respecto.
La mayoría de religiones no aprueba el sexo fuera de matrimonio. Por lo principal, la gente religiosa y no religiosa experimenta unas sensaciones semejantes cuando se trata de las relaciones sexuales ocasionales, con gran diferencia entre los hombres y las mujeres. En algunos países, tales como Paquistán, Kuwait, Afganistán cualquier forma de actividad sexual fuera de matrimonio se considera ilegal.
El estudio de cultura de las relaciones ocasionales en los EE. UU. ha demostrado que el sexo ocasional no contribuye al fortalecimiento de relaciones en el futuro. Una influencia principal sobre el plazo de relaciones la ejerce el objetivo que persigue la gente entrando en las relaciones. El estudio del comportamiento sexual, realizado en Brasil de 1998 a 2015, ha demostrado que el pico de las relaciones ocasionales cae sobre la edad de 16-24 años.
Se hizo una práctica habitual cuando la gente cuenta francamente de sus contactos sexuales ocasionales y los puntos de vista personales sobre este tema ya durante la primera cita o encuentro. Otro estudio ha demostrado que los condones eran usados sólo en 69 de cada 100 contactos sexuales con penetración.
Los datos globales de 2007 a 2017 demuestran que las relaciones sexuales ocasionales entre la gente joven se ha reducido. El estudio de 2021 lo explicó por la reducción del consumo de alcohol, el aumento del número de videojuegos y el aumento de la porción de la gente joven que vive con sus padres.

## Sexo esporádico en Internet
Son muchas las páginas de citas o dating que ofrecen la posibilidad de contactar con otras personas con pensamientos e intenciones similares. A través de conversaciones vía chat o correo electrónico, los usuarios de estas redes sociales entran en contacto virtual con otras personas con el objetivo de transformar ese contacto “on line” en una cita sexual.
Esta nueva forma de búsqueda ha generado un mercado empresarial en torno al sexo esporádico. Este mercado engloba a grandes empresas multinacionales con presencia en decenas de países así como las redes sociales emergentes. Por tanto, son innumerables las páginas web que ofrecen servicios como intermediarios entre usuarios.

## One-night stand(sexo de una noche) en la cultura popular
- Fue el título de una serie para televisión hecha por la HBO en 1989.
- Es el nombre de una canción de Janis Joplin, se la encuentra en el álbum Legacy.
- Es el nombre de una canción de Lloyd Banks, perteneciente a su álbum "Rotten apple"
- Es el nombre de una película de 1994, de John Duigan.
- Es el nombre de una película de 1997, de Mike Figgis.
- Es el nombre de un concierto anual que se realiza en Australia.
- El grupo Eiffel 65 habla sobre el tema en su canción "Just One Night And Maybe Goodbye" (Sólo una noche, y quizás adiós), la cual es la versión en inglés de "Una notte e forse mai più", la cual habla sobre el mismo tema.
- Es el nombre de la canción en inglés que habla sobre el tema "one night stand" del popular cantante español Enrique Iglesias.
- Fue el nombre de un PPV de WWE hasta el 2009 cuando se decidió cambiar su nombre.
- La canción el grupo norteamericano Fall out boy titulada Thnks fr th Mmrs habla de una situación de "one night stand".
- El popular grupo de heavy metal Motörhead lanzó, en 2006, como parte de su decimoctavo álbum de estudio Kiss of Death, una canción llamada One Night Stand.
- Es el título de una canción de Chris Brown y Keri Hilson.